# Sagamihara
Sagamihara (相模原市?) è una città giapponese della prefettura di Kanagawa.

## Storia
L’11 Maggio 2000 nasce qui l’attuale pilota di Formula 1 Yuki Tsunoda. L'11 marzo 2007 le città di Shiroyama e Fujino, entrambe appartenenti al distretto di Tsukui, furono incluse alla città di Sagamihara.
Nel luglio del 2016 vi ha avuto luogo il massacro di Sagamihara, un omicidio di massa ai danni dei residenti di un centro per disabili.

## Geografia fisica
Sagamihara copre una vasta area nel nord-ovest della prefettura di Kanagawa. Le principali aree commerciali della città si trovano a ridosso delle stazioni di Hashimoto e di Sagamihara, che collegano la città con Tokyo e Yokohama. La parte occidentale della città si trova nel territorio dei monti Tanzawa.

### Quartieri
La città è divisa in tre quartieri:
- Midori-ku
- Chūō-ku (centro amministrativo)
- Minami-ku